# Ngebel (plaats)
Ngebel is een bestuurslaag in het regentschap Ponorogo van de provincie Oost-Java, Indonesië. Ngebel telt 3058 inwoners (volkstelling 2010).